# Flachengrund
Der Flachengrund im Rothaargebirge ist ein ca. 3,4 km langer, orographisch rechter Zufluss der Berkmecke im Hochsauerlandkreis in Nordrhein-Westfalen.

## Verlauf
Der Flachengrund entspringt etwa 500 m südöstlich vom Gipfel des Zwistberges im sogenannten Losen Holz auf etwa 677 m. ü. NHN. Der Bach verläuft zunächst in östlicher Richtung, wobei zwei kleinere rechtsseitige namenlose Nebenbäche, die unterhalb des Osterkopfes entspringen, einmünden. Nach ca. 1,6 km mündet der Bach Herengrund von rechts ein. Ab hier wendet sich der Flachengrund mit etwas weniger Gefälle nach Norden, bevor er nach etwa 3,4 km als rechter Zufluss in die Berkmecke mündet. Etwas oberhalb der Mündung befindet sich die Wüstung Höckeringhausen (Hukirdinchusen), an die eine Informationstafel erinnert. Von hier fließt die Berkmecke nach Südosten und mündet schließlich in der Ortslage Kranebuche des Dorfes Züschen in die aus Süden kommenden Ahre ein. Die Ahre bildet in Züschen auf ca. 463 m Höhe zusammen mit dem Bach Sonneborn den Eder-Zufluss Nuhne.

## Natur und Umwelt
Der Flachengrund entspringt in dichtem Buchenwald, durch den er etwa 1,3 km fließt, bevor er in einen künstlich aufgestauten Fischteich mündet. Der weitere Verlauf, in dem sich Talwiesen und Nadelwaldstücke abwechseln, ist Teil des 75,04 ha großen Naturschutzgebiet Berkmecke – Talsystem (HSK-411). Das NSG besteht aus dem Talbereich der Berkmecke und anderen Nebentälern wie dem Flachengrund. Das NSG-Gebiet ist seit 2000 Teil des 2249 ha großen FFH-Gebietes Hallenberger Wald (DE 4817-301). Die Wiesen werden teilweise durch Rinder beweidet. Kurz vor der Mündung in die Berkmecke speist der Flachengrund ein kleines Feuchtbiotop, das nach der Renaturierung des damals künstlich angelegten sogenannten Silbersees entstand.

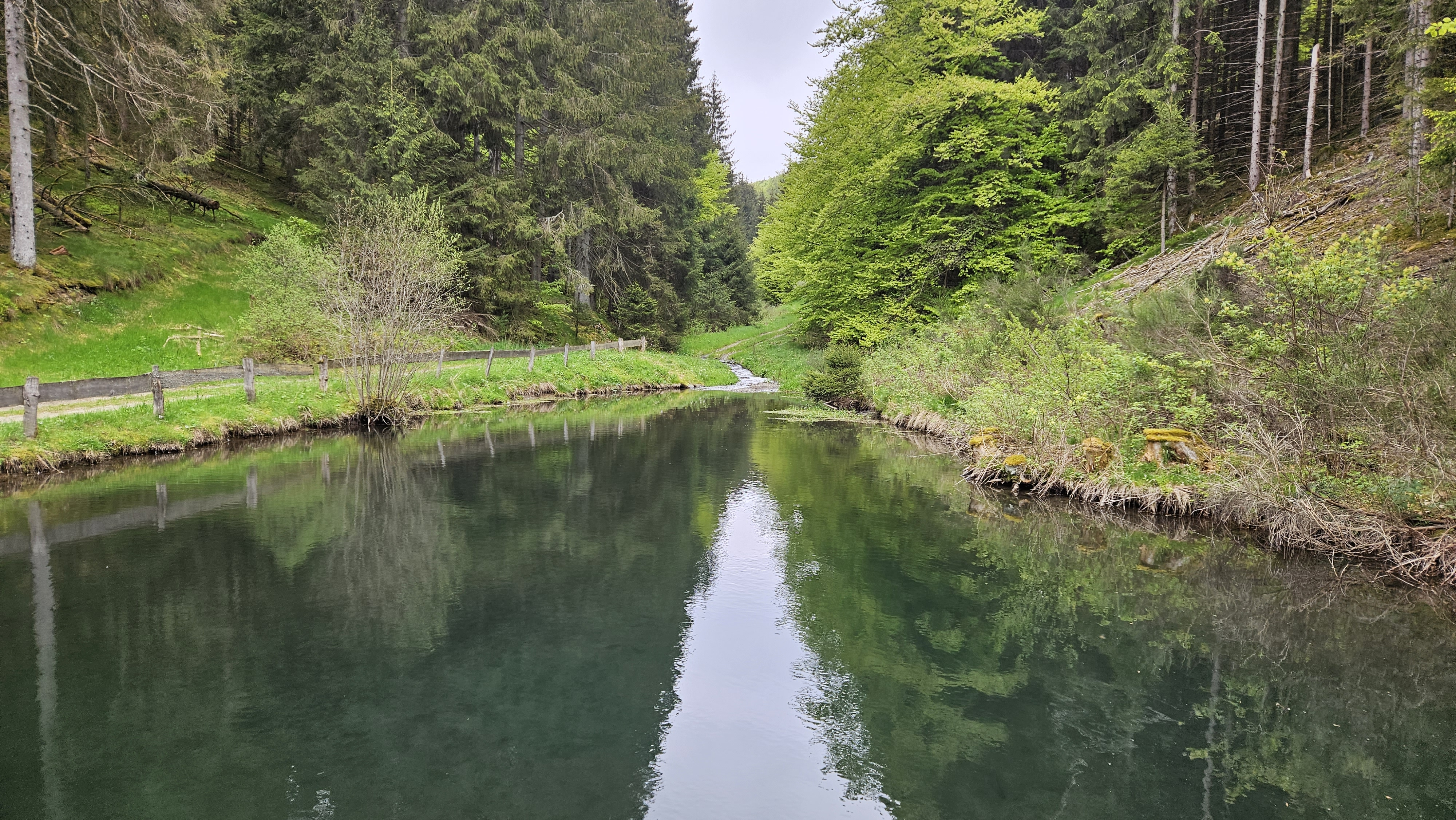
Fischteich im oberen Verlauf des Flachengrundes

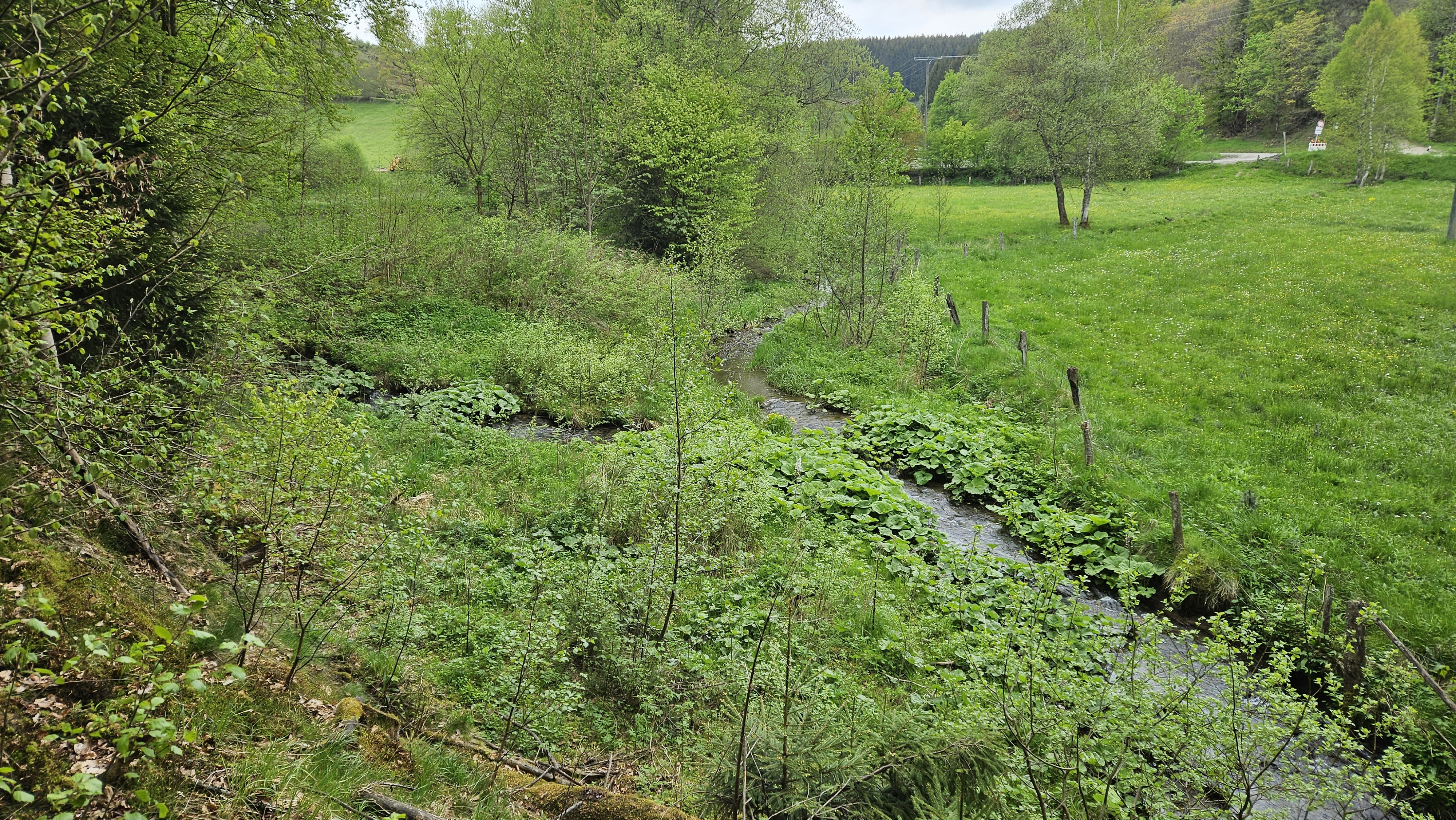
Mündung das Flachengrundes in die Berkmecke